# Melanaikanakatte, Channagiri
Melanaikanakatte là một làng thuộc tehsil Channagiri, huyện Davanagere, bang Karnataka, Ấn Độ.